# Macrocarpaea harlingii
Macrocarpaea harlingii là một loài thực vật có hoa trong họ Long đởm. Loài này được J.S. Pringle mô tả khoa học đầu tiên năm 1995.